# Georg August Goldfuss

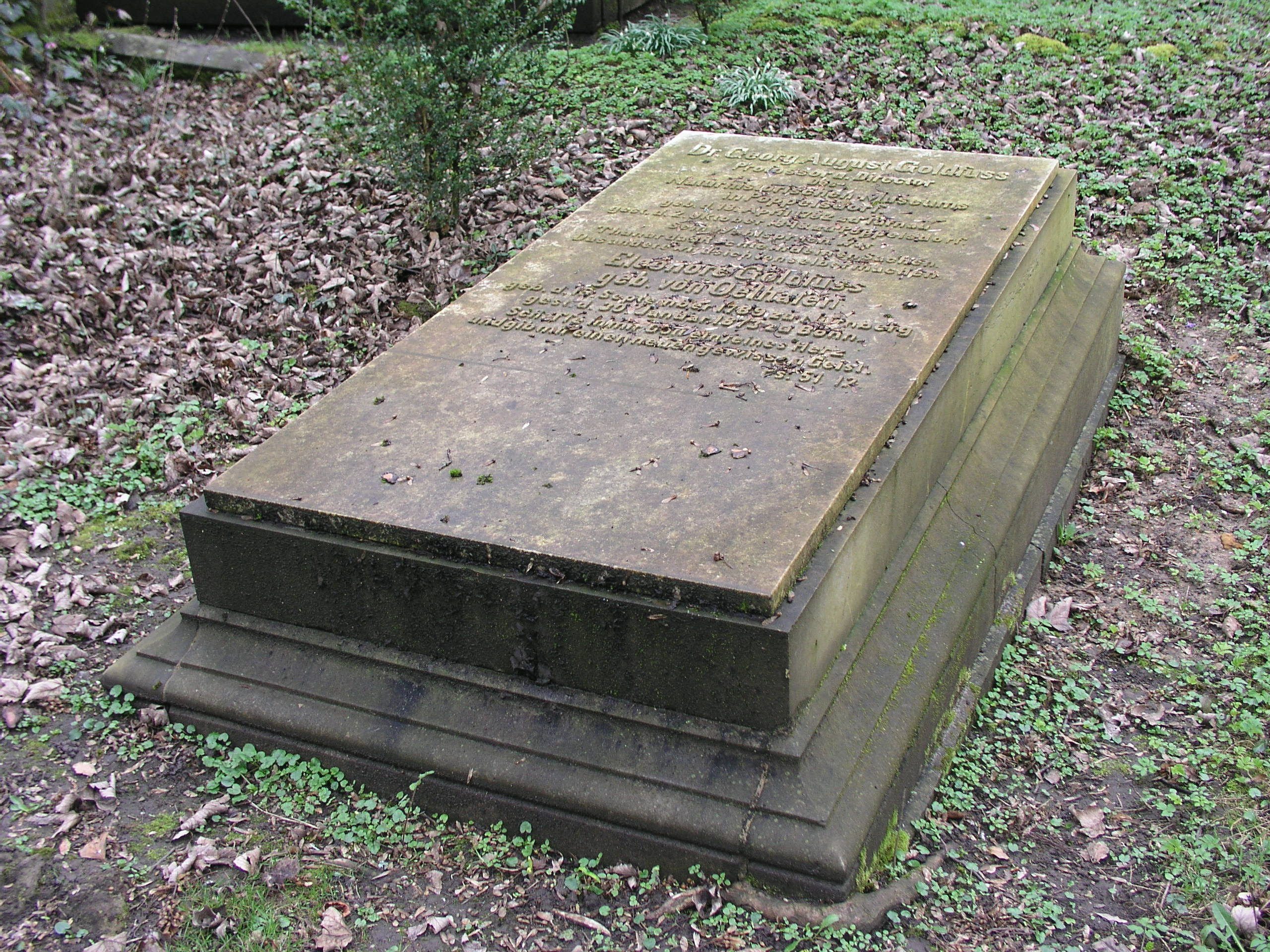
Grób Georga A. Goldfussa

Georg August Goldfuss (ur. 18 kwietnia 1782 w Thurnau w Górnej Frankonii, zm. 2 października 1848 w Poppelsdorf koło Bonn – dziś dzielnicy tego ostatniego) – niemiecki zoolog i paleontolog, doktor medycyny i filozofii, profesor zoologii i mineralogii Uniwersytetu w Bonn.

## Życiorys
W latach 1800–1804 studiował w Collegium medico-chirurgicum w Berlinie chirurgię i farmakologię jak również zoologię i historię naturalną u Carla L. Willdenowa. Później przeniósł się na Uniwersytet w Erlangen, gdzie w tym samym 1804 r. uzyskał tytuł doktora medycyny. Od 1806 r. pracował w Erlangen jako redaktor. W latach 1807–1809 był nauczycielem domowym w niedalekim Hemhofen. W 1810 r. uzyskał habilitację, po czym w latach 1811–1818 pracował jako docent prywatny i administrator katedry zoologii Uniwersytetu w Erlangen. Od 1813 r. był członkiem Niemieckiej Akademii Przyrodników Leopoldina (niem. Deutsche Akademie der Naturforscher Leopoldina), w której pełnił też funkcję bibliotekarza. Od 1818 r. wykładał zoologię i mineralogię na Uniwersytecie w Bonn, z czasem obejmując kierownictwo przedmiotowej katedry. W latach 1839–1840 był rektorem tego uniwersytetu.
We współpracy z Jerzym, hrabią Münster przygotował do druku Petrefacta Germaniae (1826–1844), monumentalne dzieło opisujące kopalne bezkręgowce z terenów Niemiec (drukiem wyszły jedynie tomy poświęcone gąbkom, koralowcom, liliowcom, jeżowcom oraz część materiałów dotyczących mięczakom).
W 1815 r. ożenił się z – pochodzącą ze znanej patrycjuszowskiej rodziny z Norymbergi – Eleonorą Oelhafen von Schöllenbach (1789–1873), z którą miał dziesięcioro dzieci. Ich najmłodszym synem był Otto Goldfuss (1831–1905) – malakolog, znawca mięczaków Śląska.
Georg A. Goldfuss spoczywa na cmentarzu komunalnym w bońskiej dzielnicy Poppelsdorf. Muzeum paleontologiczne Uniwersytetu w Bonn nosi dziś imię Georga A. Goldfussa.